# 云南史料目录概说
《云南史料目录概说》是方国瑜所著的一部书，著录云南史料八百余目，是对云南史料著录最为完备的著作，内容包括每部史料的出处、前人的研究成果、作者的议论三部分。全书分为10卷，共100余万字，前五卷为汉晋至清朝时期文献撰述的介绍，后五卷为汉晋至清朝金石、碑碣、拓片的介绍:399。
20世纪30年代，方国瑜开始注意云南史料的搜集、考证问题，阅读古籍后写下札记与评论。1957年靠早年的读书笔记编成《云南民族史史料目录解题》作为教学参考用书，后经多次修改，定名《云南史料目录概说》。《云南史料目录概说》也是后来《云南史料丛刊》的编纂指南。